# The Mule (2018)
The Mule is een Amerikaans misdaaddrama uit 2018 onder regie van Clint Eastwood, die eveneens de hoofdrol vertolkt. De film is gebaseerd op het leven van Leo Sharp, een Tweede Wereldoorlog-veteraan die als tachtiger drugsdealer werd voor het Sinaloakartel. De overige hoofdrollen worden vertolkt door Bradley Cooper, Dianne Wiest, Michael Peña en Laurence Fishburne.

## Verhaal
Earl Stone, een hoogbejaarde oorlogsveteraan en bloemist, wordt door een Mexicaans drugskartel ingeschakeld als drugskoerier.

## Rolverdeling
| Acteur              | Personage       |
| ------------------- | --------------- |
| Clint Eastwood      | Earl Stone      |
| Bradley Cooper      | Colin Bates     |
| Laurence Fishburne  | Warren Lewis    |
| Michael Peña        | Trevino         |
| Dianne Wiest        | Mary Stone      |
| Ignacio Serricchio  | Julio Gutiérrez |
| Andy García         | Latón           |
| Taissa Farmiga      | Ginny           |
| Alison Eastwood     | Iris Stone      |
| Richard Herd        | Tim Kennedy     |
| Lobo Sebastian      | Bug             |
| Manny Montana       | Axl             |
| Noel Gugliemi       | Bald Rob        |
| Eugene Cordero      | Luís Rocha      |
| Clifton Collins jr. | Gustavo         |
| Victor Rasuk        | Rico            |
| Robert LaSardo      | Emilio          |
| Daniel Moncada      | Eduardo         |
| Loren Dean          | Brown           |
| Jill Flint          | Pam             |

## Productie

### Achtergrond
Leo Sharp nam als Amerikaans soldaat deel aan de Tweede Wereldoorlog. Voor zijn deelname ontving hij later de Bronze Star. Na de oorlog bouwde hij een carrière uit als bloemist. Toen hij in financiële problemen kwam, liet hij zich door enkele Mexicaanse arbeiders overtuigen om drugs te smokkelen voor het Sinaloakartel. In 2011 werd de toen 87-jarige Sharp gearresteerd.

### Ontwikkeling
Jeff Moore, de DEA-agent die verantwoordelijk was voor de arrestatie uit 2011, sprak met The New York Times over het onderzoek naar de hoogbejaarde drugskoerier. Het artikel, geschreven door journalist Sam Dolnick, werd in juni 2014 gepubliceerd.  Vervolgens kocht productiebedrijf Imperative Entertainment de rechten op het artikel.
Begin november 2014 werd bericht dat Ruben Fleischer benaderd was om de film te regisseren. In februari 2015 werd Nick Schenk in dienst genomen om het scenario te schrijven. In januari 2018 raakte bekend dat Imperative Entertainment het project samen met Warner Bros. zou ontwikkelen en dat Clint Eastwood de film zou regisseren en de hoofdrol zou vertolken. The Mule werd zo Eastwoods eerste film sinds Gran Torino (2008) waarin hij voor zowel de regie als hoofdrol zorgde. Beide films werden door Schenk geschreven.

### Casting
In januari 2018 raakte bekend dat Eastwood in de huid zou kruipen van Leo Sharp, wiens naam voor de film veranderd werd in Earl Stone. In mei 2018 werd Bradley Cooper gecast als DEA-agent Colin Bates, een personage dat gebaseerd was op Jeff Moore. Eastwood en Cooper hadden eerder al samengewerkt aan American Sniper (2014). In juni 2018 werd de cast uitgebreid met Dianne Wiest,  Michael Peña, Laurence Fishburne, Alison Eastwood, Taissa Farmiga, Ignacio Serricchio en Loren Dean.

### Opnames
De opnames gingen op 5 juni 2018 van start in Atlanta en Augusta (Georgia). Daarnaast vonden er ook opnames plaats in Las Cruces (New Mexico). De opnames  duurden tot eind juli 2018.

### Release
Op 14 december 2018 ging de film in de Verenigde Staten in première.